# 青木達也
青木 達也（あおき たつや、1952年6月4日 - ）は、株式会社ハークスレイ代表取締役会長。持ち帰り弁当の草分けであるほっかほっか亭の創業に参加し、持ち帰り弁当ビジネスの普及に貢献した。拓殖大学商学部卒業。

## 経歴
- 1952年 - 千葉県生まれ
- 1980年 - 株式会社ほっかほっか亭大阪事業本部設立、代表取締役社長に就任
- 1993年 - 株式会社ほっかほっか亭大阪事業本部を株式会社ハークスレイに商号変更
- 1992年 - 株式会社アサヒ物流代表取締役社長に就任
- 1996年 - 株式会社ナカガワ代表取締役社長に就任(平成22年退任)
- 1997年 - 日本証券業協会に株式会社ハークスレイの株式を店頭登録
- 1997年 - 株式会社アサヒ・トーヨー代表取締役に就任(現任)
- 2001年 - 東京証券取引所および大阪証券取引所市場第二部上場
- 2001年 - 北欧フードサービス株式会社代表取締役社長に就任
- 2004年 - 東京証券取引所及び大阪証券取引所市場第一部に指定
- 2006年 - 株式会社ほっかほっか亭総本部代表取締役社長に就任
- 2007年 - 株式会社ハークスレイ代表取締役会長に就任(現任)
- 2015年7月  株式会社ハークスレイが株式会社ほっかほっか亭総本部（初代）を完全子会社化[1]
- 2015年10月  株式会社ハークスレイが株式会社ほっかほっか亭総本部（初代）を吸収合併[2]
- 2016年7月20日、「北欧フードサービス」が商号を「アルヘイム」変更[3]。代表取締役社長。